# Стрижівський повіт (II Річ Посполита)
Стрижівський повіт ((нім. Bezirk Strzyżów; пол. Powiat strzyżowski) — історична адміністративно-територіальна одиниця у складі Королівства Галичини і Володимирії і Польщі. Повіт знаходився в Надсянні на польсько-українській етнічній межі.

## Королівство Галичини та Володимирії
Провісник пізнішого повіту Судовий повіт Стрижів (адміністративно-судовий орган влади) був створений наприкінці 1850 р. Повітова судова виконавча влада підпорядковувалась утвореному того ж року апеляційному суду у Кракові (за підпорядкованістю до якого повіти вважались належними до Західної Галичини на противагу апеляційному суду у Львові як критерію належності до Східної Галичини).
Сам Стрижівський повіт як орган адміністративної влади після проголошення в 1854 р. був створений 29 вересня 1855 р. (паралельно до наявного судового повіту) у складі округу Ясло.
Після скасування окружних відомств наприкінці жовтня 1865 р. їх компетенція перейшла до повітових управлінь. За розпорядженням міністерства внутрішніх справ Австро-Угорщини 23 січня 1867 року під час адміністративної реформи місцевого самоврядування збільшені повіти, зокрема 28 лютого 1867 р. до Ряшівського повіту був приєднаний повіт Стрижів (з 29 гмін), однак у Ряшівському повіті існував і надалі окремий Стрижівський судовий округ (повіт).
Повіт був заново утворений 15 вересня 1896 року злиттям вилучених судових округів: Фриштак — з повіту Ясло та Стрижів — з повіту Ряшів.
Повіт за переписом 1910 р. налічував 70 гмін (самоврядних громад) і 44 фільварки та займав площу 532 км². В 1900 році населення становило 56 848 осіб. За переписом 1910 р. населення становило 58 549 осіб. Українці становили 3% населення (1907). Греко-католицькі громади в селах повіту належали до Короснянського деканату. 

## Польща
Включений до складу Львівського воєводства Польської республіки після утворення воєводства у 1920 році на окупованих землях ЗУНР. 
1 квітня 1932 р. повіт ліквідовано, а його територія приєднана до повітів:
- Ряшівського — сільські ґміни Баричка, Близенька, Бонарівка, Бережанка, Чудець, Добрехів, Ґбиська, Глиник Харевський, Годова, Гродзисько, Гвоздянка, Гвозниця Долішня, Гвозниця Горішня, Явірник Небилецький, Конечкова, Лютча, Летовня, Малівка, Небилець, Нова Весь Чудецька, Поломя, Передмістя Чудецьке, Пстронгова, Тропє, Висока, Вижне, Заборів, Жарнова, Жизнів і місто Стрижів

- Коросненського — сільські ґміни  Цешина, Фриштак, Глиник Долішній, Глиник Горішній, Глиник Середній, Ґоґолів, Гута Ґоґолівська, Ящурова, Язова, Калембіна, Кобилє, Кожухів, Кізлівок, Любля, Ланки, Маркушова, Неводна, Опарівка, Петруша Воля, Прибівка, Пстругівка, Пуланкі, Ружанка, Стемпіна, Шуфнарова, Тулковиці, Твєрдза, Відач, Вісьньова, Завадка під Вєлополем.